# اولاوی روکا
اولاوی روکا (انگلیسی: Olavi Rokka; ۹ اوت ۱۹۲۵ – ۲۱ دسامبر ۲۰۱۱) ورزشکار دو و میدانی اهل فنلاند بود.
وی در مسابقات کشوری و بین‌المللی در مجموع برندهٔ ۱ مدال برنز شده‌است.